# ExxonMobil
ExxonMobil (tên chính thức Exxon Mobil Corporation) là một tập đoàn dầu khí đa quốc gia của Hoa Kỳ, có tổng doanh thu lớn nhất thế giới với 404,5 tỷ USD năm 2007, lợi nhuận 40,6 tỷ (2007), thị trường vốn lớn nhất thế giới với 517.92 tỷ USD tính đến ngày 20 tháng 7 năm 2007, là tập đoàn dầu khí lớn thứ nhì thế giới, sau Rosneft, với sản lượng dầu thô hàng ngày khai thác 6,5 triệu thùng.
Exxon Mobil được sáp nhập ngày 30 tháng 11 năm 1999 khi hợp nhất Exxon và Mobil, trụ sở chính tại Irving, Texas, có 106.000 nhân công. Ban đầu do John D. Rockefeller thành lập công ty Standard Oil năm 1870. Quản lý và chủ tịch hội đồng quản trị hiện tại là Rex W. Tillerson.

## Lịch sử
Năm 1859, Đại tá Edwin Drake và ông bác Billy Smith thành công trong việc khoan giếng dầu đầu tiên ở Titusville, Pennsylvania. Đến năm 1870, Rockefeller và các đồng sự thành lập hãng dầu Standard Oil Company (Ohio), với các cơ sở tư nhân lớn nhất về chế biến lọc dầu. Standard Oil Co. mua ¾ công ty Vacuum Oil Company với giá $200.000 vào năm 1879. Là một nhà tiên phong trong lĩnh vực dầu nhờn, Vacuum Oil đã đưa ra thị trường các sản phẩm dầu nhớt thông dụng, bao gồm Gargoyle 600-W, và Steam Cylinder Oil.
Năm 1882, Standard Oil cung cấp dầu bôi trơn cho hệ thống phát điện đầu tiên của Thomas Edison. Cũng trong năm đó, Standard Oil Trust hợp nhất Standard Oil Company, New Jersey (Jersey Standard) và Standard Oil Company, New York (Socony). Sau đó vào năm 1885, Standard Oil Trust chuyển tổng hành dinh về một tòa nhà 9 lầu, 26 Broadway, New York City. Tòa nhà này trở thành biểu tượng bước ngoặt của tập đoàn. Cùng năm, Vacuum phát triển nhớt động cơ Gargoyle Arctic cho các động cơ máy phát điện thế hệ mới hoạt động với tốc độ tới 1,000 rpm.
- 1903: Anh em nhà Wright, Wilbur và Orvillle, sử dụng cả nhiên liệu Jersey Standard và nhớt Mobiloil (Vacuum) cho chuyến bay lịch sử đầu tiên tại Kitty Hawk, Bắc Carolina.
- 1906: Socony thành công lớn trong việc xâm nhập thị trường dầu hỏa (kerosene) ở Trung Quốc, bằng cải tiến đèn dầu hỏa. Chiếc đèn dầu hỏa này trở nên nổi tiếng với ý nghĩa Mei-Foo, tiếng Trung Quốc biểu tượng cho Socony, nghĩa là "sự tin cậy đẹp đẽ" (beautiful confidence).
- 1911: Theo lệnh của tòa án tối cao Mỹ, Standard Oil bị chia nhỏ thành 34 công ty nhỏ riêng rẽ, bao gồm Jersey Standard, Socony và Vacuum Oil. Cùng năm đó là sự thành công của Jersey Standard trong việc cung cấp sản lượng dầu hỏa vượt qua cả xăng. Gasoline.
- 1915: Ralph De Palma, nhà vô địch của giải đua Indianapolis 500, là nhà vô địch đầu tiên của rất nhiều các nhà vô địch sau này sử dụng các sản phẩm Mobil. Tốc độ đua trung bình: 89.84 mph.
- 1919: Jersey Standard mua lại 50% cổ phiếu của Humble Oil & Refining Company, Texas. Humble, với sự dẫn dắt của kỹ sư trưởng Geologist Wallace Pratt, sử dụng khoa học cổ vi sinh vật học để hỗ trợ việc tìm kiếm dầu mỏ.
- 1920: Các nhà nghiên cứu của Jersey Standard giới thiệu "rubbing alcohol", hay là isopropyl alcohol — là tiền thân của sản phẩm hóa dầu thương mại.
- 1926: Kết hợp chữ cái đầu tiên ‘S’ và ‘O’ trong Standard Oil, Jersey Standard đưa ra loại nhiên liệu mới với tên thương mại Esso. Là loại dầu nhờn mang thương hiệu Esso ngày nay.
- 1927: Các nhà địa chất học của Humble sử dụng công nghệ địa chấn học và phát hiện ra mỏ dầu ở Sugarland, Texas.
- 1928: Amelia Earhart sử dụng Mobiloil để bảo vệ chiếc máy bay Friendship khi thực hiện chuyến bay nữ lái một mình lịch sử băng qua biển Atlantic. Một năm trước đó, Charles Lindbergh cũng sử dụng Mobiloil cho chiếc Spirit of St. Louis để thực hiện chuyến bay một mình lịch sử đầu tiên qua biển Atlantic. Một trong những minh chứng đầu tiên về chất lượng dầu nhớt Mobil.
- 1937: Các nhà nghiên cứu của Jersey Standard giới thiệu cao su nhân tạo, butyl. Ngày nay, butyl được sử dụng để chế tạo săm lốp, băng keo phẫu thuật, màng bảo vệ, và các sản phẩm khác.
- 1952: Jersey Standard giới thiệu Uniflo motor oil, nhớt đa cấp đầu tiên cho ô tô, khuyến cáo sử dụng cho cả mùa đông lẫn mùa hè.
- 1958: Pan American Airways bay chuyến vượt biển Atlantic đầu tiên với máy bay thương mại Boeing 707 từ New York tới London. Chuyến bay sử dụng nhiên liệu máy bay mang thương hiệu Mobil.
- 1959: Khẩu hiệu quảng cáo ở Chicago: "Hãy bỏ con cọp vào thùng nhiên liệu của bạn" (Put a tiger in your tank).
- 1966: Mobil kỷ niệm 100 năm, kể từ lúc thành lập Vacuum Oil Company vào năm 1866 và đổi tên thành Mobil Oil Corporation.
- 1972: Jersey Standard chính thức đổi tên thành Exxon Corporation.
- 1974: Mobil giới thiệu nhớt tổng hợp cho ô tô đầu tiên — Mobil 1. Ngày nay, Mobil 1 là loại dầu nhớt tổng hợp dẫn đầu thế giới về chất lượng và hiệu quả cho ô tô, xe máy.
- 1975: Mobil tham gia vào dự án Beryl A, giàn khoan đầu tiên trên thế giới được xây dựng vững chắc. Dàn khoan 50-tầng này là khuôn mẫu các giàn khoan khác hoạt động trên vùng nước sâu của Biển Bắc.
- 1976: Mobil phát minh ra quy trình chuyển đổi methanol thành xăng high-octane bằng cách sử dụng phương pháp ZSM-5 catalyst.
- 1982: Exxon kỷ niệm 100 năm từ ngày thành lập Standard Oil Trust vào năm 1882. Trong 100 năm Exxon đã trưởng thành trong các lĩnh vực: hóa dầu nội địa, phân phối dầu hỏa (kerosene), liên quan ở mọi cấp độ của khai thác, chế biến, lọc dầu, marketing dầu khí, và sản xuất các sản phẩm hóa dầu.
- 1997: Mobil giới thiệu Speedpass, 1 hệ thống bơm xăng điện tử tự động.
- 1999: 30/11/1999, Exxon và Mobil hợp nhất thành ExxonMobil Corporation.
- Exxon Mobil được thành lập ngày 30 tháng 11 năm 1999 khi hợp nhất Exxon và Mobil, trụ sở chính tại Irving, Texas, Mỹ, có 106.000 nhân công. Ban đầu do John D. Rockefeller thành lập công ty Standard Oil năm 1870. Quản lý và chủ tịch hội đồng quản trị hiện tại là ông Rex W. Tillerson

Exxon Mobil hay ExxonMobil hiện nay là một tập đoàn dầu khí đa quốc gia của Mỹ, có tổng doanh thu lớn nhất thế giới với 404,5 tỷ USD năm 2007, lợi nhuận 40,6 tỷ (2007), thị trường tư bản vốn cũng là lớn nhất với 517.92 tỷ USD tính 20 tháng 7 năm 2007, là tập đoàn lớn nhất trong 6 tập đoàn dầu lớn, với sản lượng dầu thô hàng ngày khai thác 6,5 triệu thùng.

## Hoạt động
Ngân sách của Exxon Mobil dành cho việc khai thác và sản xuất dầu khí sẽ đạt mức kỷ lục 20 tỷ đô la Mỹ trong năm 2009. Một nửa trong số đó sẽ dành cho các giếng dầu hiện có và các dự án dự kiến đi vào hoạt động trong năm này. Phần còn lại dành cho những dự án sẽ hoàn thành từ năm 2010 về sau. Lợi nhuận của Exxon Mobil năm 2008 tăng 11%, đạt 45,2 tỷ đô la Mỹ, mức lợi nhuận kỷ lục mà các công ty Mỹ đạt được, mặc dù doanh thu quý 4-2008 của hãng giảm 33% do giá dầu thế giới sụt giảm mạnh.